# Rabten Choeling
Rabten Choeling,  aussi appelé  Centre des hautes études tibétaines du Mont-Pèlerin, localisé au Mont Pèlerin à Chardonne en Suisse, est un monastère bouddhiste tibétain fondé en 1977 par Guéshé Rabten Rinpoché (en). Depuis son décès en  1986, il est dirigé par Gonsar Rinpoché. Le dalaï-lama l'a visité quatre fois de 1979 à 1988. Cependant, ses pratiquants vénèrent Shugden, considéré comme néfaste depuis 1996 par le dalaï-lama qui s'oppose à ce culte et qui, donc, ne le fréquente plus.

## Situation
Le centre Rabten Choeling est situé dans la localité de Mont-Pèlerin sur la commune de Chardonne dans le canton de Vaud. Construit à 820 mètres d'altitude sur le mont Pèlerin il surplombe le Léman et offre une vue sur les Alpes. 

## Centre d'études tibétaines et monastique
Le Centre est un institut pour les études tibétaines et un monastère bouddhiste où 30 moines et 5 nonnes travaillent avec 21 autres étudiants.
Rabten Choeling est une école internationale avec des élèves de 14 pays qui se concentre sur l'étude et la transmission des enseignements bouddhique. Apprendre la langue tibétaine et les textes les plus importants du Dharma font partie du programme d'étude quotidien.
Le centre implique un régime d'apprentissage intensif monastique, traditionnellement similaire au programme et aux matières étudiées dans les grandes universités monastiques du Tibet et de l'Inde . Les moines suivent les règles traditionnelles d'éthique et de discipline du Vinaya.